# Charlotte Guest

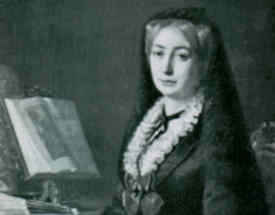
Lady Charlotte Guest

Charlotte Elizabeth Guest (Uffington, Lincolnshire, 19 mei 1812 – 15 januari 1895) was een Engelse zakenvrouw en vertaalster die vooral bekend is gebleven door haar vertalingen van de middeleeuwse Welshe verhalen in de Mabinogion.
Zij werd geboren als dochter van Albermarle Bertie, 9e graaf van Lindsey en diens tweede vrouw,  Charlotte Susanna Elizabeth Layard. Haar vader overleed toen zij 6 jaar oud was en drie later trouwde haar moeder met dominee Peter Parsons. Zij begon op dat moment een persoonlijk dagboek bij te houden en hield dat vervolgens 70 jaar vol. Charlotte ontpopte zich tot een leergierige jongedame die, hoewel ontmoedigd door haar stiefvader, zichzelf diverse vreemde talen eigen maakte, zoals het Arabisch, Hebreeuws en Perzisch. Ook raakte zij geïnteresseerd in archeologie en middeleeuwse geschiedenis en  literatuur.
Op 21-jarige leeftijd verliet zij het ouderlijk huis en trok naar Londen, waar zij haar toekomstige echtgenoot ontmoette, de weduwnaar John Guest, een rijke fabrikant uit de ijzerindustrie in Wales. Zij trouwden in 1833. Het leeftijdsverschil was groot: zij was 21 en hij was 49. Het huwelijk was gelukkig en het echtpaar kreeg tien kinderen. Zij nam volop deel aan de filantropische activiteiten van haar echtgenoot en was ook actief in zijn bedrijf, onder meer door de vertaling van technische documenten uit het Frans. Ook spande zij zich in voor verbetering van het onderwijs. Haar man zat in het parlement voor het kiesdistrict Merthyr Tydfil in Wales en verkreeg in 1838 de status van baronet, waaraan zij de titel 'Lady' ontleende.
In Wales leerde zij ook het Welsh; zij vertaalde een aantal middeleeuwse liederen en gedichten en uiteindelijk de Mabinogion, dat onmiddellijk een succes bleek. 
Toen de gezondheid van haar man langzamerhand verslechterde, besteedde zij meer aandacht aan het bedrijf en na zijn dood in 1852 nam zij alle zaken waar tot 1855, waarna zij die overliet aan G.T. Clark, een van de executeurs van haar echtgenoot. In dat jaar trouwde zij met Charles Schreiber, eveneens parlementslid. Zij verlieten Wales en maakten reizen door Europa en het Midden-Oosten, waarbij zij zich bezighielden met het aanleggen van een collectie keramiek. Haar tweede echtgenoot overleed in 1884 in Portugal, tijdens een van hun reizen. Zij catalogiseerde de keramische werken en schonk de collectie vervolgens aan het Victoria and Albert Museum in Londen. Zij verzamelde ook speelkaarten en waaiers, publiceerde over die zaken en schonk ook die verzamelingen aan het museum.
Lady Charlotte Guest overleed op 15 januari 1895 na een kort ziekbed.